# TXCN
TXCN (voluit: Texas Cable News) was een Amerikaanse regionale televisiezender, die van 1999 tot en met 2015 uitzond. Het hoofdkantoor van de zender was gevestigd in Dallas. TXCN bracht vooral nieuws, sport en actualiteit uit de staat Texas, en een paar familie- en amusementsprogramma's. Ook de krant The Dallas Morning News viel in eerste instantie onder het beheer van TXCN.

## Geschiedenis
TXCN werd in 1999 opgericht door Belo Corporation, om van vier lokale zenders (waaronder die van ABC en CBS) één te maken. Er werd vooral nieuws uit de regio gebracht, maar van enkele landelijke rampen, zoals de aanslagen op 11 september 2001, werd ook verslag gedaan. De krant Fort Worth Star-Telegram noemde TXCN CNN met een vleugje Texas.
Reeds in 2004 werd een deel van het personeel ontslagen. In 2008 werd The Dallas Morning News afgesplitst. Op 13 juni 2013 kondigde Gannett aan dat het voornemens was om TXCN over te nemen, hetgeen op 23 december dat jaar geschiedde voor een bedrag van 2,2 miljard Amerikaanse dollar.
Op 2 maart 2015 kondigde een andere lokale zender, WFAA, aan dat TXCN uit de lucht zou gaan wegens steeds lager wordende kijkcijfers. In eerste instantie werd 1 april 2015 als einddatum genoemd, maar die werd uiteindelijk met één maand verschoven naar 1 mei 2015. Na de laatste herhalingen van het nieuws van 23:00 ging de zender die dag stilletjes uit de lucht.

## Website
Naast een televisiezender en The Dallas Morning News, had TXCN een eigen website met nieuws, het weer, sport- en loterijuitslagen, Texaanse geschiedenis en een tv-gids. Op 30 april 2015 werd een bericht geplaatst dat ook de website de volgende dag uit de lucht zou gaan, hetgeen geschiedde.

## Voormalige programma's (selectie)
Enkele programma's die TXCN maakte en uitzond:
- The Big Movie Show (presentatie: Gary Cogill)
- Chevy Sports Day
- Ford SportsTalk
- High School Football Edge
- Lady Raider Sports (presentatie: Marsha Sharpe)
- Lone Star Park Live
- Project Texas
- Red Raider Sports (presentatie: Bob Knight)
- State of the Game
- Texas Now
- TXCN Early Connect
- TXCN Firstcast
- TXCN Nightwatch
- TXCN Prime
- Monday Mornings with Mattie
- Family Time with Tracey Johnson